# Svájc az 1932. évi téli olimpiai játékokon
Svájc az egyesült államokbeli Lake Placidben megrendezett 1932. évi téli olimpiai játékok egyik részt vevő nemzete volt. Az országot az olimpián 3 sportágban 7 sportoló képviselte, akik összesen 1 érmet szereztek.

## Érmesek
| Érem  | Versenyző                  | Sportág | Versenyszám  |
| ----- | -------------------------- | ------- | ------------ |
| Ezüst | Reto Capadrutt Oscar Geier | Bob     | Férfi kettes |

## Bob
| Versenyző                                              | Versenyszám | 1. futam | 1. futam | 2. futam | 2. futam | 3. futam | 3. futam | 4. futam | 4. futam | Összesítés | Összesítés |
| Versenyző                                              | Versenyszám | Idő      | Hely.    | Idő      | Hely.    | Idő      | Hely.    | Idő      | Hely.    | Idő        | Helyezés   |
| ------------------------------------------------------ | ----------- | -------- | -------- | -------- | -------- | -------- | -------- | -------- | -------- | ---------- | ---------- |
| Reto Capadrutt Oscar Geier                             | Kettes      | 2:05,88  | 1.       | 2:07,21  | 2.       | 2:03,52  | 2.       | 1:59,67  | 2.       | 8:16,28    |            |
| Reto Capadrutt Hans Eisenhut Charles Jenny Oscar Geier | Négyes      | 2:06,81  | 4.       | 2:03,40  | 4.       | 2:01,47  | 4.       | 2:00,50  | 5.       | 8:12,18    | 4.         |

## Északi összetett
| Versenyző         | Sífutás | Sífutás | Sífutás | Síugrás  | Síugrás  | Síugrás  | Síugrás  | Síugrás | Síugrás | Összesítés | Összesítés |
| Versenyző         | Sífutás | Sífutás | Sífutás | 1. ugrás | 1. ugrás | 2. ugrás | 2. ugrás | Össz.   | Össz.   | Összesítés | Összesítés |
| Versenyző         | Idő     | Pont    | Hely.   | Távolság | Pont     | Távolság | Pont     | Pont    | Hely.   | Pont       | Helyezés   |
| ----------------- | ------- | ------- | ------- | -------- | -------- | -------- | -------- | ------- | ------- | ---------- | ---------- |
| Cesare Chiogna    | 1:58:33 | 102,0   | 30.     | 58,0     | 106,7    | 59,5     | 112,9    | 219,6   | 4.      | 321,60     | 22.        |
| Fritz Kaufmann    | 1:59:20 | 97,5    | 32.     | 59,5     | 110,4    | 60,5     | 112,8    | 223,2   | 1.      | 320,70     | 23.        |
| Fritz Steuri, Jr. | 1:54:57 | 115,5   | 26.     | 51,0     | 100,2    | 51,0     | 100,2    | 200,4   | 11.     | 315,90     | 26.        |

## Síugrás
| Versenyző         | 1. ugrás | 1. ugrás | 1. ugrás | 2. ugrás | 2. ugrás | 2. ugrás | Összesítés | Összesítés |
| Versenyző         | Távolság | Pont     | Hely.    | Távolság | Pont     | Hely.    | Pont       | Helyezés   |
| ----------------- | -------- | -------- | -------- | -------- | -------- | -------- | ---------- | ---------- |
| Fritz Steuri, Jr. | 58,0     | 97,6     | 15.      | 53,5     | 94,8     | 20.      | 192,4      | 18.        |
| Cesare Chiogna    | 60,0     | 102,1    | 9.*      | 63,0     | 107,7    | 9.       | 209,8      | 9.         |
| Fritz Kaufmann    | 63,5     | 106,5    | 6.       | 65,5     | 109,3    | 5.       | 215,8      | 6.         |

* - egy másik versenyzővel azonos eredményt ért el